# Edmond Baudoin
Edmond Baudoin, noto semplicemente come Baudoin (Nizza, 23 aprile 1942), è un disegnatore, illustratore e sceneggiatore di fumetti francese.

## Biografia
Studente dell'Accademia di Arti Decorative di Nizza, ha lavorato come ragioniere prima di dedicarsi, dal 1971, professionalmente all'attività di disegnatore. Tra l'altro, ha collaborato con varie note riviste di fumetti, come Pilote, ed ha illustrato racconti e romanzi della scrittrice Fred Vargas.

## Premi
- Alph-art per il miglior fumetto francese al Festival d'Angoulême del 1992 con l'albo Couma acó

## Opere in italiano
- Veronica (1999, Rasputin)
- I quattro fiumi (2010, Einaudi) con Fred Vargas
- Piero (2010, Coconino Press)
- Insalata nizzarda (2013, Coconino Press)
- Dalí secondo Baudoin (2013, Panini Comics)
- Vento (2014, Q Press) con Giuseppe Peruzzo e Mirka Ruggeri
- il viaggio (2022, Comicon Edizioni)